# 团结湍蛙
团结湍蛙（学名：Amolops tuanjieensis），一种于中华人民共和国云南省耿马傣族佤族自治县耿马镇团结村发现的两栖动物，隶属于蛙科湍蛙属。

## 形态特征
团结湍蛙体型中等，雄蛙体长39.5～40.4毫米，雌蛙体长56.8～60.7毫米。身体皮肤光滑。背部呈棕红色，具有不规则灰黑色斑点；头侧黑色，一条浅色的上唇条纹从吻端延伸到腋窝处；四肢背面褐色，具深褐色条纹和不规则斑点；体侧上部为绿色带黑色斑点，下部为白色具有黑色大斑块。